# Emília Sureda i Bimet
Emília Sureda i Bimet (Palma, Mallorca 1865- Portopí, 4 de novembre de 1904) fou una poetessa mallorquina. És autora d'una curta obra poètica, encara enquadrada dins els motlles romàntics, que fou recollida pòstumament al volum Poesies mallorquines (1905).

## Biografia
Va néixer a Palma el 1865 en una família benestant i culta. Era filla de Joan Sureda Villalonga, un banquer de Mallorca, i de Celerina Bimet, d'ascendència francesa, i neta de Joan Sureda Ripoll, pertanyent a la primera generació d'arquitectes mallorquins. El seu germà, Joan Sureda Bimet, i la seva dona, la pintora Pilar Montaner, estigueren interessats també en la cultura literària i l'art.
Emília Sureda estudià en un col·legi francès i després continuà la seva formació de manera autodidacta amb moltes lectures, en una època en què les dones no podien accedir a la universitat. Alternà llargues estades a Son Cladera, a Sa Pobla, amb d'altres a Valldemossa i a Portopí, defugint la frivolitat de la vida social palmesana i atreta per la vida rural, que li oferia llibertat i autenticitat. Començà la seva carrera de poetessa escrivint en castellà, però el seu contacte amb altres escriptors i escriptores de l'Escola Mallorquina, com Miquel Costa i Llobera, Mateu Obrador i Maria Antonia Salvà van fer que ̹̹̘s'encaminés cap a la utilització del català com a llengua per a les seves obres.
Participà i fou premiada en els Jocs Florals de Barcelona de 1899 amb el seu poema La vida pagesa, i amb un accèssit als Jocs Florals de Mallorca de 1904 amb la seva composició La lluna no és morta. A pesar de la genialitat dels seus poemes, té una escassa producció poètica, dispersa en diferents publicacions, que després de la seva mort fou recollida pel seu amic Mateu Obrador en el volum de 1905 Poesies mallorquines, que ell mateix prologà. Aquest volum incloïa 33 composicions seves i l'homenatge d'alguns escriptors contemporanis de les Illes Balears. La seva obra, que segueix una estètica romàntica, parteix de fórmules populars i tradicionals i segueix el mestratge de Costa i Llovera, Joan Alcover i Miquel dels Sants Oliver. Pel que fa a la temàtica destaca la idealització de la vida pagesa, un cert reflex autobiogràfic i les reflexions filòsofiques que fets aparentment trivials li suscitaven.

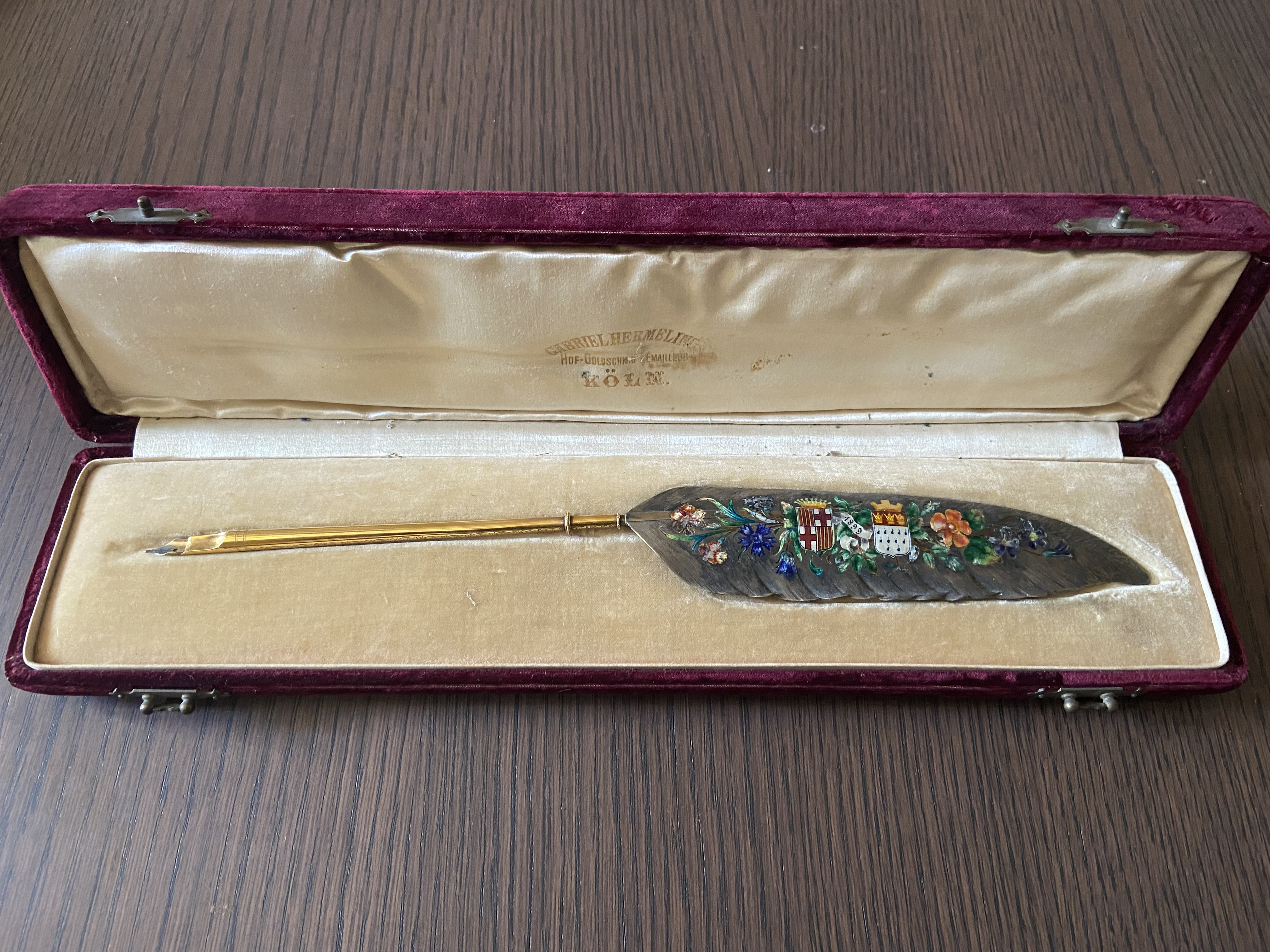
Premi extraordinari guanyat per Emília Sureda als Jocs Florals de Barcelona de 1899.

Un cop morta, els amics i escriptors coetanis li feren homenatge; Maria Antònia Salvà, Miquel Ferrà, Miquel Costa li escrigueren poemes i Joan Alcover li dedicà l'elegia Morí jove.

## Obres
- Poesies mallorquines (1905). Obra reeditada el 1992 per Editorial Moll